# Zadruga
Una zadruga (cirílico: Задруга) se refiere a un tipo de comunidad rural históricamente común entre los eslavos meridionales. El término fue utilizado por el Partido Comunista de Yugoslavia para designar su política de colectivización después de la II Guerra Mundial.
Originalmente, en general, formada por una familia o un clan de familias emparentadas, la zadruga administraba su propiedad, ganado y dinero en común. Por lo general, el miembro más viejo (el patriarca) era el gobernante y tomaba las decisiones para la familia, aunque a veces se delegaba este derecho, a una edad avanzada, en uno de sus hijos.
Debido a que la zadruga se basa en un sistema patrilocal, cuando una muchacha se casaba, dejaba la zadruga de sus padres y se trasladaba a la de su marido. Dentro de la zadruga, todos los miembros de la familia trabajaban para asegurar que las necesidades de todos los demás miembros se cubrieran.
La zadruga finalmente empezó a disminuir a finales del siglo XIX, al empezar a ser inmanejable, y se rompió en pequeños pueblos formando zadrugas menores. Sin embargo, el sistema zadruga sigue vivo en los Balcanes. La preocupación intensa por lo familiar entre los eslavos del sur, incluso hoy en día,  se debe en parte a siglos de vivir en el sistema de zadruga. Muchos de los pueblos hasta hoy existentes en los Balcanes tienen sus raíces en una zadruga, un gran número de ellos con el nombre de la que ellos fundaron.
Pueblos y barrios que se originaron en zadrugas a menudo pueden ser reconocidos por los sufijos patronímicos de sus nombres, tales como -ivci, evci, Ovčí, inci-, ci-, ane-,-eno, etc.
Este tipo de cooperación tradicional, al estilo de un pueblo, es muy similar a un sistema de finales del siglo XIX ruso llamado obshchina .
Hoy en día, en Croacia la palabra "zadruga" es el nombre de sujeto de derecho que pueden ser registrados por cualquier persona mayor de 18 años de edad.
En la tradición jurídica también se denomina así a la comunidad que acoge con todos sus derechos de miembro a los ancianos sin hijos o que no puedan administrar sus bienes, cuyo patrimonio será explotado por la familia hospitalaria, y que será cedido a esta durante la vida de aquel o a título de legado después de su muerte.